# Daniel Tani
Daniel Michio Tani (ur. 1 lutego 1961 w Ridley Park, stan Pensylwania) – inżynier, amerykański astronauta chińskiego pochodzenia.

## Wykształcenie oraz praca zawodowa
- 1979 – ukończył szkołę średnią (Glenbard East High School) w Lombard, stan Illinois.
- 1984 – został absolwentem MIT (Massachusetts Institute of Technology), uzyskując licencjat w dziedzinie budowy maszyn (tytuł magistra uzyskał również na tej samej uczelni w 1988). Po studiach rozpoczął pracę w Hughes Aircraft Corporation w El Segundo, w stanie Kalifornia. Do 1986 był inżynierem-projektantem w zespole zajmującym się systemami kosmicznymi oraz telekomunikacyjnymi.
- 1988 – rozpoczął pracę w firmie Bolt Beranek and Newman w Cambridge, w stanie Massachusetts, a później w Orbital Sciences Corporation(inne języki) (OSC) w Dulles, stan Wirginia. Pracował w niej m.in. przy programie Pegasus.

## Kariera astronauty
- 1996 – 1 maja był wśród 17 kandydatów, którzy zostali przyjęci do 16 grupy astronautów NASA. Wybrano go spośród blisko 2500 kandydatów.
- 1998 – zakończył dwuletnie podstawowe szkolenie i uzyskał kwalifikacje specjalisty misji. Po kursie pracował w Biurze Astronautów NASA początkowo w wydziale wsparcia komputerowego (Computer Support Branch), a następnie w wydziale ds. działalności astronautów na zewnątrz statku kosmicznego (EVA Branch).
- 2001 – był członkiem załogi wspierającej (Support Crew) w czasie lotu drugiej stałej załogi ISS. W grudniu uczestniczył na pokładzie wahadłowca Endeavour w 12-dniowej misji STS-108.
- 2002 – 21 lutego został inżynierem pokładowym rezerwowej załogi 9 ekspedycji Międzynarodowej Stacji Kosmicznej. W skład załogi wchodzili również: Aleksandr Poleszczuk i Roman Romanienko[1]. W dniach 13-20 maja, w podwodnym laboratorium Aquarius, wziął udział w eksperymencie NEEMO-2 (NASA Extreme Environment Mission Operations). Na pokładzie Aquariusa byli również inni astronauci: Edward Fincke i Sunita Williams.
- 2003 – katastrofa promu Columbia spowodowała zmiany w programie lotów na ISS, a załoga, w której był Tani została rozformowana[1].
- 2004-2005 – był członkiem załogi rezerwowej 11 ekspedycji oraz załogi podstawowej 13 wyprawy na ISS, w której znaleźli się również Pawieł Winogradow oraz Dmitrij Kondratjew. 15 kwietnia 2005 był dublerem inżyniera pokładowego statku Sojuz TMA-6. We wrześniu 2005 doszło do zmiany załogi 13 ekspedycji. Tani został zastąpiony przez Jeffreya Williamsa.
- 2006 – na początku czerwca w Sewastopolu (Ukraina) wspólnie z Olegiem Kononienką oraz Siergiejem Wołkowem przeszedł szkolenie na wypadek wodowania statku typu Sojuz. Jeszcze w tym samym miesiącu Roskosmos oraz NASA włączyły Daniela Tani do składu 15 i 16 podstawowej załogi ISS.
- 2007 – 23 października wystartował na ISS na pokładzie wahadłowca realizującego misję STS-120, a na Ziemię powrócił 20 lutego 2008 z załogą STS-122. Podczas kilku miesięcy pobytu na orbicie astronauta wykonał 5 spacerów kosmicznych[1].
- 2012 – w sierpniu opuścił NASA i powrócił do pracy w firmie Orbital Sciences Corporation.

## Loty kosmiczne
- STS-108 (Endeavour F-17);

5 grudnia 2001 Daniel Tani wystartował do swojej pierwszej misji kosmicznej na pokładzie wahadłowca Endeavour. Był specjalistą (MS-2) załogi STS-108. Razem z nim w kosmos polecieli: Dominic L. Gorie (dowódca), Mark E. Kelly (pilot), Linda M. Godwin (specjalista misji MS-1) oraz 4 stała załoga Międzynarodowej Stacji Kosmicznej: Jurij I. Onufrijenko (MS-3), Carl E. Walz (MS-4) oraz Daniel W. Bursch (MS-5). Zasadniczym zadaniem lotu było dostarczenie przez załogę promu zaopatrzenia dla stacji, które znajdowało się w nowym module „Raffaello”. Dwa dni po starcie, 7 grudnia 2001, Endeavour połączył się z Międzynarodową Stacją Kosmiczną, a jego załoga przeszła na pokład stacji. 8 grudnia 2001, w godzinach popołudniowych, moduł „Raffaello” został przy pomocy ramienia RMS przyłączony do modułu Unity. 10 grudnia 2001 Linda Godwin i Daniel Tani pracowali na zewnątrz stacji, gdzie zajmowali się bateriami słonecznymi. 14 grudnia moduł Raffaello powrócił do ładowni wahadłowca. Dzień później wahadłowiec odłączył się od stacji, zabierając ze sobą członków trzeciej stałej załogi Międzynarodowej Stacji Kosmicznej: Franka L. Culbertsona (MS-3), Władimira N. Dieżurowa (MS-4) oraz Michaiła W. Tiurina (MS-5). Przez kolejne dwa dni wahadłowiec pozostawał na orbicie okołoziemskiej. W tym czasie astronauci umieścili w kosmosie satelitę STARSHINE-2. 17 grudnia 2001 prom wylądował na Przylądku Canaveral.

## Odznaczenia i nagrody
- medal NASA „Za lot kosmiczny” (NASA Space Flight Medal) (2001)
- nagroda firmy Orbital Sciences Corporation „Za wybitne osiągnięcia techniczne” (1993)
- doktorat honoris causa Elmhurst College (2003)
- Medal „Za zasługi w podboju kosmosu” (2011, Rosja)[2]
- Universal Astronaut Insignia za lot orbitalny (nr 409) – Stowarzyszenie Uczestników Lotów Kosmicznych (Association of Space Explorers(inne języki))[3]

## Wykaz lotów
| Loty kosmiczne, w których uczestniczył Daniel M. Tani                     | Loty kosmiczne, w których uczestniczył Daniel M. Tani | Loty kosmiczne, w których uczestniczył Daniel M. Tani | Loty kosmiczne, w których uczestniczył Daniel M. Tani | Loty kosmiczne, w których uczestniczył Daniel M. Tani | Loty kosmiczne, w których uczestniczył Daniel M. Tani             | Loty kosmiczne, w których uczestniczył Daniel M. Tani |
| №                                                                         | Data startu                                           | Statek kosmiczny                                      | Data lądowania                                        | Statek kosmiczny                                      | Funkcja                                                           | Czas trwania                                          |
| ------------------------------------------------------------------------- | ----------------------------------------------------- | ----------------------------------------------------- | ----------------------------------------------------- | ----------------------------------------------------- | ----------------------------------------------------------------- | ----------------------------------------------------- |
| 1                                                                         | 5 grudnia 2001                                        | STS-108 Endeavour F-17                                | 17 grudnia 2001                                       | STS-108 Endeavour F-17                                | Specjalista misji (MS-2)                                          | 11 dni 19 godzin 35 minut i 42 sekundy                |
| 2                                                                         | 23 października 2007                                  | STS-120 Discovery F-34                                | 20 lutego 2008                                        | STS-122 Atlantis F-29                                 | Specjalista misji (MS-5), inżynier pokładowy 16 ekspedycji na ISS | 119 dni 22 godziny 28 minut i 51 sekund               |
| Łączny czas spędzony w kosmosie – 131 dni 18 godzin 4 minuty i 33 sekundy |                                                       |                                                       |                                                       |                                                       |                                                                   |                                                       |